# Czech Open (1987–1999)
Czech Open, do roku 1992 Czechoslovak Open, byl profesionální tenisový turnaj mužů hraný v Praze. Probíhal v letech 1987–1999. Nejdříve jej organizoval okruh Grand Prix a od roku 1990 nově založený okruh ATP Tour, v jehož rámci se turnaj zařadil do nejnižší kategorie World Series. Dějištěm byly antukové dvorce I. ČLTK Praha na Štvanici. Představoval první profesionální tenisový turnaj v Československu. Událost se konala jako Mezinárodní mistrovství Československa mužů v tenise.

## Historie
U založení turnaje stál tenista a funkcionář Jan Kodeš, který ve všech třinácti ročnících působil jako ředitel. Do soutěže dvouhry nastupovalo třicet dva singlistů a čtyřhry se účastnilo šestnáct párů. Nejvyšší počet dvou singlových titulů vybojovali Karel Nováček a Sergi Bruguera, oba dokonce v řadě.
Nejvýše postavenými hráči na žebříčku ATP během turnaje se stali světové dvojky Petr Korda (1998) a Jevgenij Kafelnikov (1999). Na štvanických dvorcích startovali také tenisté, kteří byli během kariéry světovými jedničkami. Mezi tuto skupinu  patřili Kafelnikov, Marat Safin, Marcelo Ríos, Gustavo Kuerten, Thomas Muster a Mats Wilander.
Poslední třináctý ročník proběhl pod názvem Tento Czech Open 1999. V následující sezóně 2000 byl nejdříve přeložen z květnového termínu na září pro nedostatek finančního zajištění. Do 30. června téhož roku musel Český tenisový svaz, prostřednictvím marketingové firmy svazu České tenisové obchodní, uhradit Asociaci tenisových profesionálů garanci ve výši 400 000 dolarů. Daný termín byl již posunut z 8. března 2000. V důsledku nenaplnění závazků však došlo k ukončení pražské události.

## Vývoj názvu turnaje
- 1987–1989: ČEDOK Open, titulární partner Čedok[1]
- 1990–1991: Czechoslovak Open[1]
- 1992: Škoda Czechoslovak Open, titulární partner Škoda[6]
- 1993–1996: Škoda Czech Open, titulární partner Škoda[7][8]
- 1997–1998: Paegas Czech Open, titulární partner RadioMobil, provozovatel mobilní sítě Paegas[9]
- 1999: Tento Czech Open, titulární partner Tento[10]

## Přehled finále

### Dvouhra
| Rok  | vítěz               | finalista              | výsledek      |
| ---- | ------------------- | ---------------------- | ------------- |
| 1987 | Marián Vajda        | Tomáš Šmíd             | 3–6, 6–3, 6–3 |
| 1988 | Thomas Muster       | Guillermo Pérez Roldán | 6–4, 5–7, 6–2 |
| 1989 | Marcelo Filippini   | Horst Skoff            | 7–5, 7–6      |
| 1990 | Jordi Arrese        | Nicklas Kulti          | 7–6, 7–6      |
| 1991 | Karel Nováček       | Magnus Gustafsson      | 7–6, 6–2      |
| 1992 | Karel Nováček       | Franco Davín           | 6–1, 6–1      |
| 1993 | Sergi Bruguera      | Andrej Česnokov        | 7–5, 6–4      |
| 1994 | Sergi Bruguera      | Andrij Medveděv        | 6–3, 6–4      |
| 1995 | Bohdan Ulihrach     | Javier Sánchez         | 6–2, 6–2      |
| 1996 | Jevgenij Kafelnikov | Bohdan Ulihrach        | 7–5, 1–6, 6–3 |
| 1997 | Cédric Pioline      | Bohdan Ulihrach        | 6–2, 5–7, 7–6 |
| 1998 | Fernando Meligeni   | Ctislav Doseděl        | 6–1, 6–4      |
| 1999 | Dominik Hrbatý      | Ctislav Doseděl        | 6–2, 6–2      |

### Čtyřhra
| Rok  | vítězové                          | finalisté                          | výsledek      |
| ---- | --------------------------------- | ---------------------------------- | ------------- |
| 1987 | Miloslav Mečíř Tomáš Šmíd         | Stanislav Birner Jaroslav Navrátil | 6–3, 6–7, 6–3 |
| 1988 | Petr Korda Jaroslav Navrátil      | Thomas Muster Horst Skoff          | 7–5, 7–6      |
| 1989 | Jordi Arrese Horst Skoff          | Petr Korda Tomáš Šmíd              | 6–4, 6–4      |
| 1990 | Vojtěch Flégl Daniel Vacek        | George Cosac Florin Segărceanu     | 5–7, 6–4, 6–3 |
| 1991 | Vojtěch Flégl Cyril Suk           | Libor Pimek Daniel Vacek           | 6–4, 6–2      |
| 1992 | Karel Nováček Branislav Stanković | Jonas Björkman Jon Ireland         | 7–5, 6–1      |
| 1993 | Hendrik Jan Davids Libor Pimek    | Jorge Lozano Jaime Oncins          | 6–3, 7–6      |
| 1994 | Karel Nováček Mats Wilander       | Tomáš Krupa Pavel Vízner           | bez boje      |
| 1995 | Libor Pimek Byron Talbot          | Jiří Novák David Rikl              | 7–5, 1–6, 7–6 |
| 1996 | Jevgenij Kafelnikov Daniel Vacek  | Luis Lobo Javier Sánchez           | 6–3, 6–7, 6–3 |
| 1997 | Maheš Bhúpatí Leander Paes        | Petr Luxa David Škoch              | 6–1, 6–1      |
| 1998 | Wayne Arthurs Andrew Kratzmann    | Fredrik Bergh Nicklas Kulti        | 6–1, 6–1      |
| 1999 | Martin Damm Radek Štěpánek        | Mark Keil Nicolás Lapentti         | 6–0, 6–2      |